# Marisa Ryan
Marisa J. Ryan (Manhattan - New York, 20 november 1974) is een Amerikaanse actrice.

## Biografie
Ryan heeft de high school doorlopen aan de Hollywood High School in Hollywood. Van 1993 tot en met 2002 was Ryan getrouwd met Jeremy Sisto, in 2008 is zij opnieuw getrouwd.

## Filmografie

### Films
Uitgezonderd korte films.
- 2020 Wet Hot American Summer: Original Cast Live Read - als Abby
- 2019 Human Capital - als Ella
- 2017 Middleground - als vrouw van Marcus
- 2010 The Extra Man – als Tanya
- 2008 1% – als Montana
- 2007 Puberty: The Movie – als Lashonda
- 2005 Brooklyn Lobster – als Lauren Wallace
- 2005 Alchemy – als bruidsmeisje
- 2003 Justice – als Julia
- 2002 Stella Shorts 1998-2002 – als schoolmaatje
- 2002 The Pennsylvania Miners' Story – als Leslie Mayhugh
- 2001 Riding in Cars with Boys – als Janet Donofrio (19 jaar)
- 2001 The Cure for Boredom – als Dayna
- 2001 Don's Plum – als Anna
- 2001 Wet Hot American Summer – als Abby Bernstein
- 2000 Mary and Rhoda – als Meredith Rousseau
- 1999 Trash – als Alex Staley
- 1999 Man of the Century – als Gertrude
- 1999 Cold Hearts – als Viktoria
- 1998 With of Without You – als Zoe
- 1997 Slaves to the Underground – als Suzy
- 1997 Taylor's Return – als Liz
- 1996 Love Always – als Julia Bradshaw
- 1983 Without a Trace – als Justine Norris

### Televisieseries
Uitgezonderd eenmalige gastrollen.
- 2017 Wet Hot American Summer: Ten Years Later - als Abby - 7 afl.
- 2015 Wet Hot American Summer: First Day of Camp - als Abby - 3 afl.
- 2001 The Mind of the Married Man – als ?? – 2 afl.
- 2000 Falcone – als Dede Napoli - ? afl.
- 1998 – 1999 New York Undercover – als Nell Delany – 13 afl.
- 1989 – 1993 Major Dad – als Elizabeth Cooper McGillis – 96 afl.